# Königsgräber auf dem Wawel

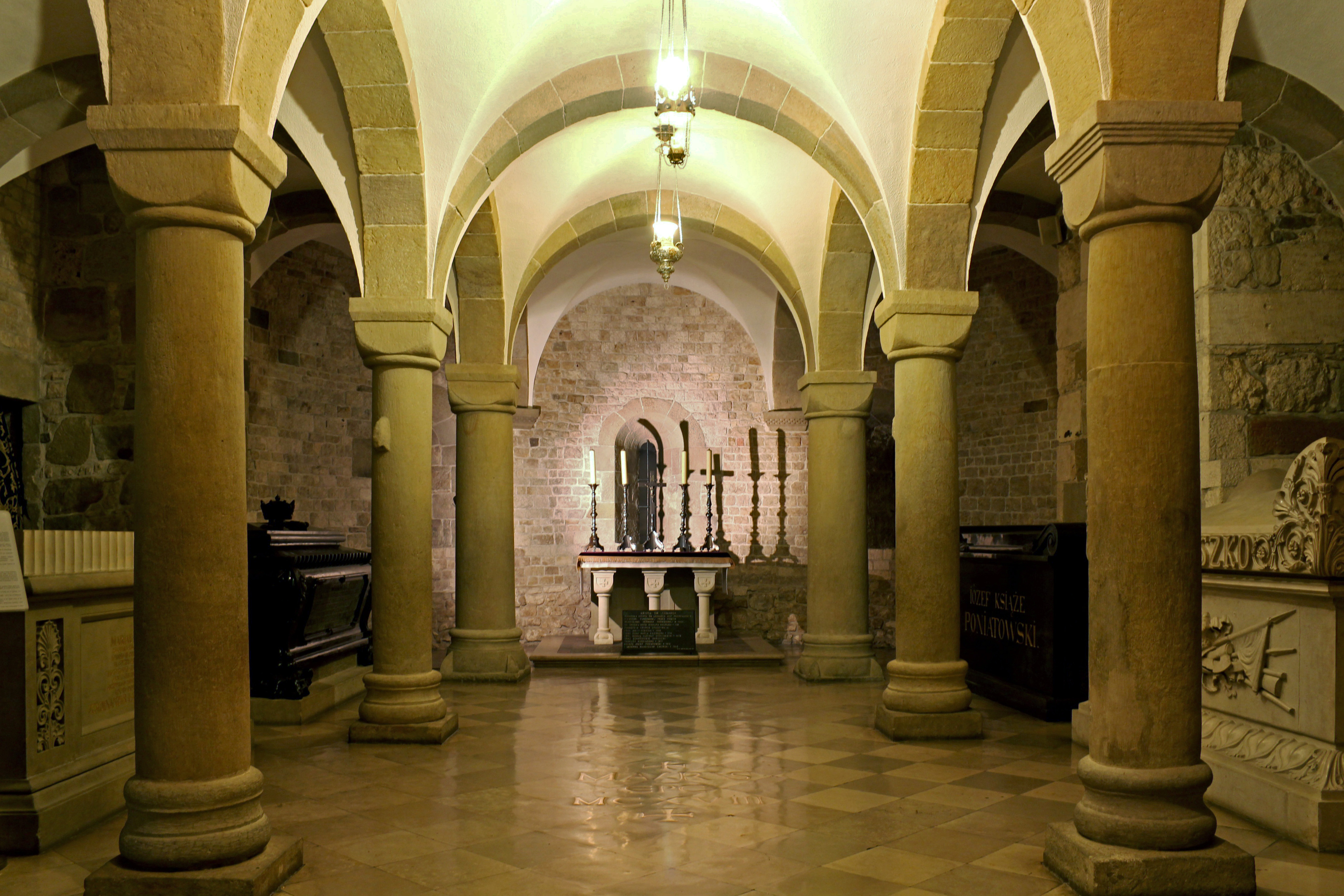
Leonhardskrypta

Die Königsgräber auf dem Wawel (poln. Groby Królewskie na Wawelu) sind mehrere miteinander verbundene Krypten, die sich im Kellergeschoss der Krakauer Wawel-Kathedrale befindet. Bis Anfang des 16. Jahrhunderts wurden die (gekrönten) Herrscher in Krakau unmittelbar unter dem Boden der Wawel-Kathedrale, in der Regel unmittelbar unter ihrem Hochgrab, bestattet. Der letzte so bestattete König war Johann I. Albrecht, der 1501 verstarb. Die erste Beisetzung in der königlichen Krypta unter der Sigismundkapelle war die des Königs Sigismund des Alten 1549. In den Jahren von 1872 bis 1877 wurden die Königsgräber von den Architekten Teofil Żebrawski und Józef Łepkowski sowie dem Künstler Jan Matejko neugeordnet, restauriert und die Krypten verbunden. Entgegen dem Namen sind hier nicht nur Könige und ihre Familienmitglieder bestattet.

## Krypten

### Leonardskrypta
Die Leonhardskrypta ist die älteste erhaltene Krypta in der Wawel-Kathedrale. Das älteste hier erhaltene Grab ist das des Bischofs Maurus von 1118. Zudem befinden sich hier die Gräber von:
- Johann III. Sobieski
- Marie Casimire Louise de la Grange d’Arquien
- Michael I.
- Józef Antoni Poniatowski
- Tadeusz Kościuszko
- Władysław Sikorski

Der Altar in der Krypta stammt von Eugène Viollet-le-Duc.

### Krypta Sigismund des Alten
Die Krypta Sigismunds des Alten ist die zweitälteste erhaltene Krypta in der Wawel-Kathedrale. Sie befindet sich unter der Sigismundkapelle. Beigesetzt ist hier der König mit seinem erstgeborenen und früh verstorbenen Sohn:
- Sigismund der Alte
- Albrecht der Jagiellone

Den Sarkophag des Königs hat Bartolommeo Berrecci geschaffen.

### Sigismund-Krypta
Die Sigismund-Krypta befindet sich ebenfalls unter der Sigismundkapelle. König Sigismund der Alte sah sie für seine Familie vor. Beigesetzt sind hier:
- Sigismund II. August
- Anna Jagiellonica
- Anna Habsburg
- Alexander Karl Wasa
- Stanislaus I. Leszczyński (Urne)

Hinter einer romanischen Mauer befinden sich drei weitere Sarkophage:
- Barbara Zápolya
- Anna Maria Wasa
- August der Starke

### Báthory-Krypta
In der Báthory-Krypta befindet sich der Sarkophag des Königs Stephan Báthory.

### Wasa-Krypta
Die Wasa-Krypta befindet sich unter der Wasa-Kapelle. König Sigismund III. sah sie für sich und seine Familie vor. Beigesetzt sind hier:
- Sigismund III. Wasa
- Constanze Habsburg
- Johann Albert Wasa
- Luisa Maria Gonzaga
- Johann II. Kasimir
- Johann Sigismund Wasa

### Ladislaus-Wasa-Krypta
Die Ladislaus-Wasa-Krypta befindet sich ebenfalls unter der Wasa-Kapelle. König Ladislaus IV. Wasa sah sie für sich und seine Familie vor. Beigesetzt sind hier:
- Ladislaus IV. Wasa
- Cäcilia Renata Habsburg
- Sigismund Kasimir Wasa
- Anna Maria Isabella Wasa

### Krypta unter dem Turm der silbernen Glocken
Die Krypta unter dem Turm der silbernen Glocken befindet sich unter dem gleichnamigen Turm. Adolf Szyszko-Bohusz richtete die Krypta in einem romanischen Raum unterhalb des Turms ein. Beigesetzt sind hier:
- Józef Piłsudski
- Maria Piłsudska (Urne)
- Lech Kaczyński
- Maria Kaczyńska

Die Büste des Marschalls Józef Piłsudski stammt von Konstanty Laszczka.

### Verschollene Gräber
Die folgenden Königsgräber sind verschollen:
- Katherina Wasa
- Johann Kasimir Wasa
- Anna Constanze Wasa

Hierbei handelt es sich um Kinder von Sigismund III. Wasa.